# Батман: Маската на Фантома
„Батман: Маската на Фантома“ (на английски: Batman: Mask of the Phantasm) е анимационен филм, пуснат за пръв път на 25 декември 1993 г. Въпреки че се появява в ерата на Тим Бъртън, той въобще не е свързан с игралните филми. Създаден е от същия екип, който е направил и „Батман: Анимационният сериал“, като техен вторичен.

## Възприемане
Филмът е изключително добре възприет от феновете на „Батман: Анимационният сериал“ и получава позитивни отзиви от повечето си критики.

## Актьорски състав
| Актьор/Актриса         | Роля                          |
| ---------------------- | ----------------------------- |
| Кевин Конрой           | Брус Уейн/Батман              |
| Ефрем Зимбалист младши | Алфред Пениуърт               |
| Дейна Дилейни          | Андрея Бомонт                 |
| Боб Хейстингс          | Комисар Джеймс „Джим“ Гордън  |
| Робърт Костанцо        | Детектив Харви Бълок          |
| Марк Хамил             | Джак Нейпиър/Жокера           |
| Стейси Кийч            | Карл Бомонт/гласът на Фантома |
| Ейб Вигода             | Салваторе „Сал“ Валестра      |
| Харт Бокнър            | Артър Рийвс                   |
| Джон П. Райън          | Баз Бронски                   |
| Дик Милър              | Чарлс „Чъки“ Сол              |

## „Батман: Маската на Фантома“ в България
Филмът има няколко нелицензирани издания на видеокасета в България от средата на 90-те години. Повечето издания са дублирани от един мъжки (Красимир Няголов) и един женски глас. Някои от използват оригиналната обложка, докато други - кадри от игралните филми "Батман" и "Батман се завръща" като тези варианти съществуват с обложки и на английски и на български, под заглавието "Батман: Маска на илюзиите".
"Каре Филмс" пускат свое издание с различен дублаж под заглавието "Батман: Маска на призрак".